# 瓦尔斯 (夏朗德省)
瓦尔斯（法語：Vars，法語發音：[vaʁs]）是法国夏朗德省的一个市镇，属于昂古莱姆区。

## 地名
该地名“Vars”发音为[vaʁs]，字母“s”发音，《世界地名翻译大辞典》与《世界地名译名词典》将其误译作“瓦尔”。

## 地理
瓦尔斯（45°45'44"N, 0°7'26"E）面积27.46 平方千米，位于法国新阿基坦大区夏朗德省，该省份为法国西部内陆省份，北起德塞夫勒省和维埃纳省，东临上维埃纳省，东南至多尔多涅省，南至多爾多涅省，西接滨海夏朗德省。
与瓦尔斯接壤的市镇（或旧市镇、城区）包括：阿奈、巴尔扎克、尚涅、马尔萨克、蒙蒂尼亚克夏朗德、圣阿芒德布瓦克斯、图里耶、万代勒。
瓦尔斯的时区为UTC+01:00、UTC+02:00（夏令时）。

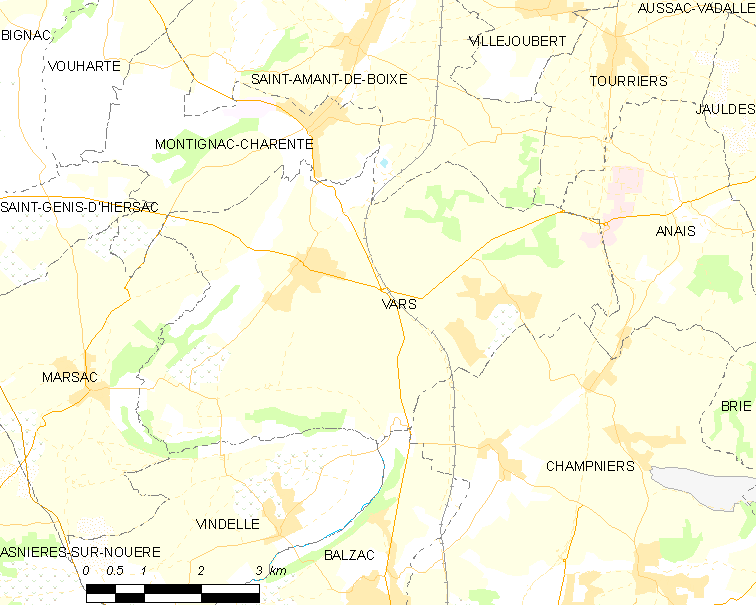
瓦尔斯的OSM定位图

## 行政
瓦尔斯的邮政编码为16330，INSEE市镇编码为16393。

## 政治
瓦尔斯所属的省级选区为布瓦克斯-芒卢瓦县。

## 人口

1962-2008年间瓦尔斯人口变化图示

瓦尔斯于2022年1月1日时的人口数量为2163人。